# Sebastián Taborda
Sebastián Taborda Ramos (Montevideo, 22 maggio 1981) è un ex calciatore uruguaiano, di ruolo attaccante.